# Khu bến cảng

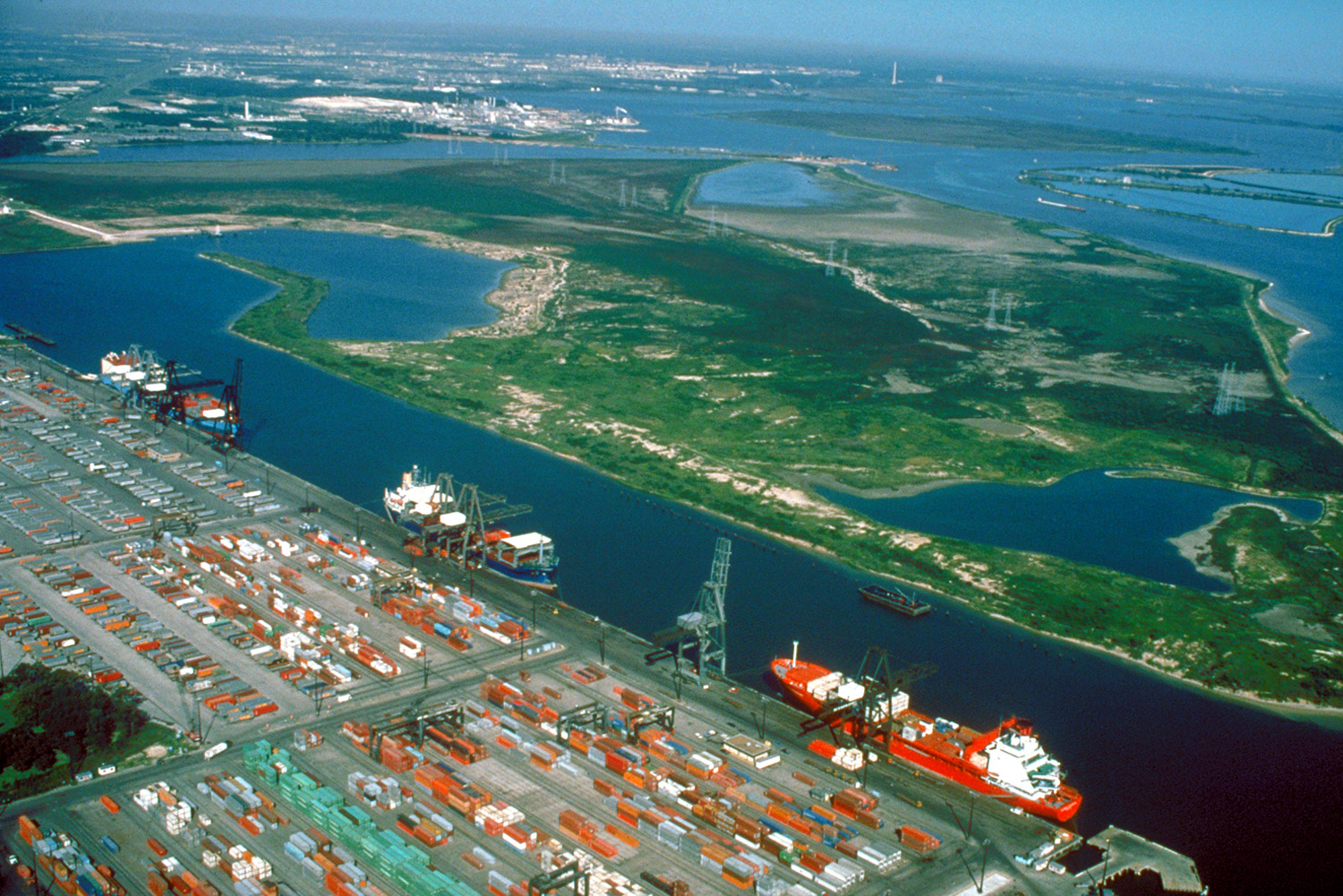
Cảng Barbours Cut thuộc Cụm cảng Houston có một khu bến duy nhất nhưng rất lớn gồm nhiều bến cảng (cầu cảng)

Khu bến cảng là một kết cấu hạ tầng giao thông gồm một hay nhiều bến cảng cùng các công trình liên quan như bãi chứa hàng, kho chứa hàng và các trang thiết bị phục vụ việc xếp dỡ hàng như các loại cẩu trục, xe nâng hàng, v.v... Thông thường thì khu bến cảng để chỉ tổ hợp bến cảng kiên cố với mặt bằng rộng bằng bê tông trên các cột cắm sâu xuống đáy biển hoặc đáy sông. Song cũng có khi khu bến cảng gồm một hoặc vài cầu cảng nổi.
Khu bên có thể được phân loại theo đối tượng hàng hóa xếp dỡ, như khu bến cho hàng than, khu bến cho hóa dầu, khu bến cho luyện kim, khu bến container, v.v...